# Clementina Cantoni
Clementina Cantoni (Milano, 18 maggio 1973) è una funzionaria italiana, collaboratrice di CARE International, esperta di diritto internazionale umanitario e successivamente passata alla cronaca come vittima di un sequestro di persona tra il 16 maggio e il 9 giugno 2005.

## Il sequestro
Clementina Cantoni fu rapita a Kabul la sera del 16 maggio 2005, mentre tornava a casa dopo una lezione di yoga, a cui aveva partecipato ignorando un avviso di sicurezza, che sconsigliava agli stranieri di uscire di casa quel giorno. Tali avvisi di sicurezza si susseguivano spesso e di solito si trattava di falsi allarmi.
Fu rilasciata nel pomeriggio del successivo 9 giugno, dopo ventiquattro giorni di prigionia. I dettagli delle trattative che portarono al rilascio non furono rivelate; tuttavia, si presume che ci sia stato uno scambio con la madre del rapitore, che era stata arrestata per un sospetto coinvolgimento in un altro sequestro. La versione ufficiale del governo afghano negò qualsiasi trattativa.
Il 16 giugno fu ricevuta al Quirinale dal presidente della Repubblica Carlo Azeglio Ciampi.

## La polemica
Il sequestro della Cantoni fu trattato con minore risalto dai media rispetto a quelli avvenuti in Iraq (ad esempio, quello di Giuliana Sgrena). Secondo un editoriale apparso su Il Sole 24 Ore del 25 maggio 2005, ne sarebbero cause la mancanza di un'organizzazione politicizzata alle spalle della Cantoni, l'assenza mediatica dei parenti che non rilasciarono interviste o comunicati, la localizzazione in Afghanistan, ormai al di fuori della "lotta politica" e infine che il sequestro fu opera di delinquenti comuni invece che di ribelli. Tutto ciò fece concludere all'editorialista che «ormai anche i drammi hanno un colore [politico]».
La mancanza di attenzione mediatica fu evidente nella scarsa partecipazione alle manifestazioni per il rilascio della Cantoni: circa 300 persone a Roma, e tra le 500 e un paio di migliaia (a seconda delle fonti) a Milano, sua città d'origine, nonostante da più parti si fossero spronati i pacifisti a un maggior impegno. Esemplari i commenti e le dichiarazioni apparsi sui media italiani, che attribuivano ai pacifisti la frase: «I cortei? Siamo stanchi».
Francesco Caruso, leader dei Disobbedienti, affermò: 